# The Dramatic Life of Abraham Lincoln
The Dramatic Life of Abraham Lincoln, também conhecido apenas como Abraham Lincoln, é um filme biográfico estadunidense de 1924 dirigido por Phil Rosen.